# 趙善作
趙 善作（チョ・ソンジャク、1940年2月3日 - ）は、大韓民国の小説家。大田広域市出身。

## 略歴
1940年2月3日、朝鮮・忠清南道大田府（現在の大田広域市）に生まれる。趙は現実社会の構造的な不条理、特に疎外された人々の生活を小説の素材とし、現実に対する批判的態度を維持している。しかし、テーマの深刻性と重さにもかかわらず、言語表現の新しさと構成上の機知で小説の面白さを生かしていると評価されている。『영자의 전성시대(ヨンジャの全盛時代)』はホステスなどどん底の生活を送っている人々を主人公に登場させ、現実の問題をリアルに描いている。『고압선(高圧線)』では小市民の日常を脅かす見えない暴力を迂回的に描き、歪曲された産業化の過程で生まれた現実の不条理を偏見なく緻密に描写している。

## 代表作品
- 1971年、지사총(志士塚) [3][4]
- 1973年、영자의 전성시대(ヨンジャの全盛時代)、밀도살(密屠殺)
- 1974年、여자줍기(女拾い)、경자의 코(キョンジャの鼻)、외야수(外野手)、미술대회(美術大会)
- 1975年、아버지 찾기(父探し)、외야에서(外野で)
- 1978年、초토(焦土)
- 1980年、장대높이뛰기 선수의 고독(棒高跳び選手の孤独)
- 1982年、미완의 사랑(未完の愛)
- 1983年、완전한 사랑(完全な愛)
- 1984年、우수의 사슬(憂愁の鎖)
- 1987年、굴레(おもがい)